# Lei oral
Leis orais é o que os anglófonos chamariam de unwritten laws - leis não escritas em lugar algum (como a constituição, por exemplo), mas que são um conjunto de tradições seguidas por um dado sistema político.